# Kassinula wittei
Genre
Espèce
Statut de conservation UICN

 LC  : Préoccupation mineure
Kassinula wittei, unique représentant du genre Kassinula, est une espèce d'amphibiens de la famille des Hyperoliidae.

## Répartition
Cette espèce se rencontre :
- dans le nord de la Zambie ;
- dans le sud de la République démocratique du Congo.

Sa présence est incertaine en Angola.

## Étymologie
Cette espèce est nommée en l'honneur de Gaston-François de Witte.

## Publication originale
- Laurent, 1940 : Description d'un rhacophoride nouveau du Congo Belge (Batracien). Revue de Zoologie et de Botanique Africaines, Tervuren, vol. 33, p. 313-316.